# Acacia patellaris
Acacia patellaris é uma espécie de leguminosa do gênero Acacia, pertencente à família Fabaceae.